# Проспект Беатриче д’Эсте
Проспект Беатри́че д’Эсте, или проспект д’Эсте, (итал. Viale Beatrice d'Este) — центральная улица Милана, одна из главных магистралей. Названа в честь Беатриче д’Эсте. Улица идёт от площади Порта Лодовика до площади Порта Вигентина, продолжая проспект Анджело Филиппетти.

## Описание
Проспект между Порта Лодовика и Порта Вигентина проходит вдоль древнего маршрута испанских стен Милана и, следовательно, является частью круга бастионов, в юго-восточной части Милана, от проспекта Филипетти на востоке, с ее Римскими вратами, и до улицы Джан Галеаццо на западе, где находится Дарсена Милана.
На проспекте представлено не так много магазинов и коммерческих активностей, но при этом тут находится Генеральное Консульство Португалии и Греции.

## Здания

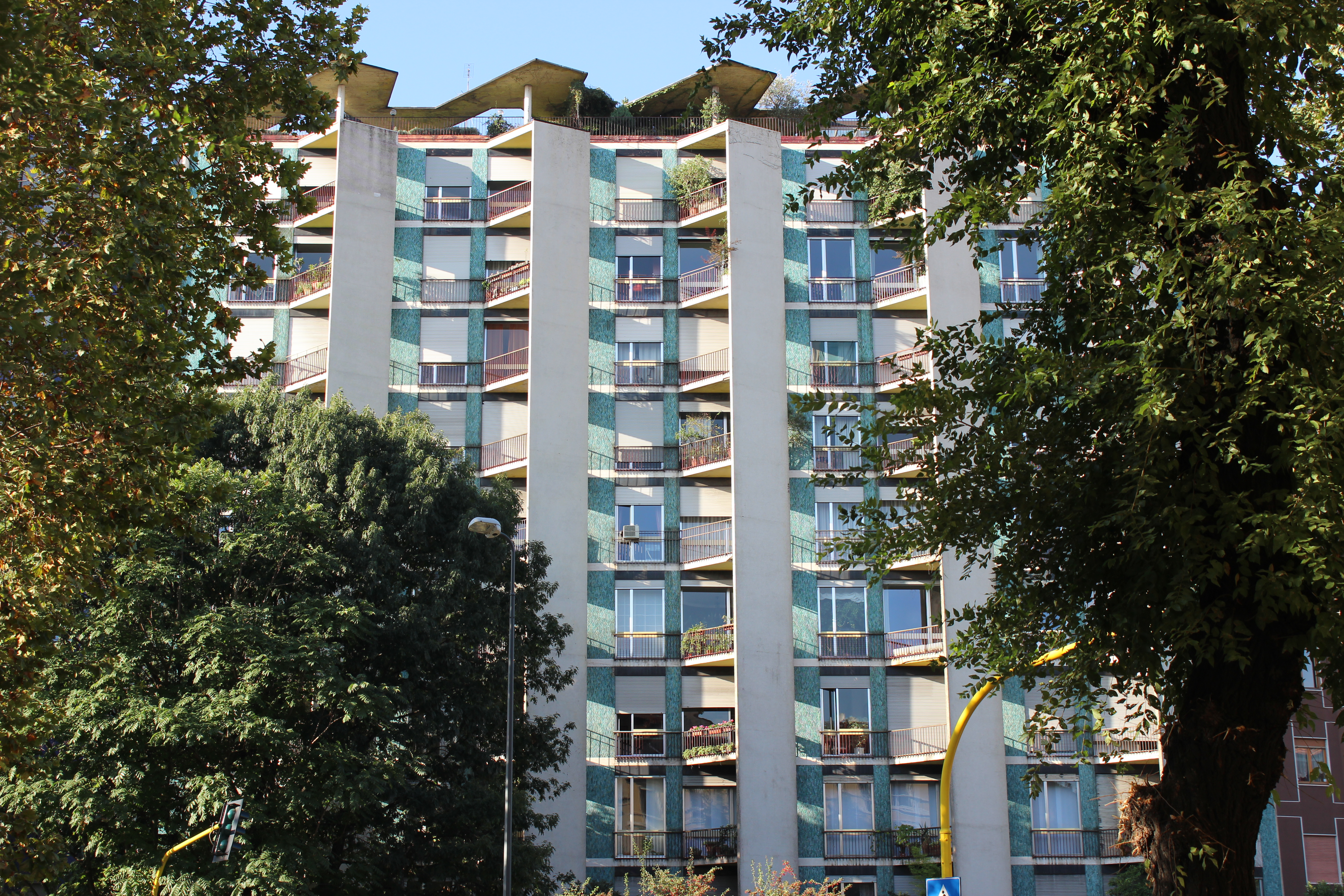
Здание на Беатри́че д’Эсте 16, построенное в 1956-57 годах по проекту Джордано Форти и Камилло Магни

На длинном проспекте, засаженном деревьями, располагаются итальянские здания архитекторов пятидесятых годов. Прогуливаясь по проспекту, можно встретить остатки испанских стен, которые начали строить в 1545 году.
На улице расположены несколько исторических зданий известных архитекторов 1950-х годов:
- Дом 16: 1956—1957, Джордано Форти и Камилло Магни.
- Дом 23: 1953—1956, Palazzo d’Este, Гуалтьеро Галманини.
- Дом 24: 1951—1952, Абстрактный дом, Аттилио Мариани, Карло Перогалли.
- Дом 25: 1951—1956 Аттилио Мариани, Карло Перогалли.

## Транспорт
- Санта-София (линия на Линате, в 500 метрах от Виа Беатриче д'Эсте)
- Крокетта (в 500 метрах от Виа Беатриче д'Эсте)